# روبيرتو ليناريس
روبيرتو ليناريس بالماسيدا (بالإنجليزية: Roberto Linares Balmaceda)‏ (مواليد 10 فبراير 1986 في كوبا) لاعب كرة قدم كوبي دولي يجيد اللعب في خط الهجوم . يلعب حاليا لصالح نادي فيلا كلارا الكوبي .

## وصلات خارجية
- روبيرتو ليناريس على موقع الاتحاد الدولي (مؤرشف)  (الإنجليزية)
- روبيرتو ليناريس على موقع قاعدة بيانات كرة القدم.إي يو (الإنجليزية)
- روبيرتو ليناريس على موقع ناشيونال فوتبول تيمز (الإنجليزية)